# Julius von Hagemeister
August Heinrich Anton Julius (Andrejewitsch) von Hagemeister (russisch Юлий (Юлиус) Андреевич фон Гагемейстер; * 11. Julijul. / 23. Juli 1806greg. in Alt-Drostenhof, Livland; † 23. Apriljul. / 5. Mai 1878greg. in Riga) war ein deutschbaltisch-russischer Ökonom.

## Leben
Hagemeister, Sohn des Hofrats Heinrich von Hagemeister und seiner Frau Juliane Beate geborene von Maydell, absolvierte das Gymnasium (1820–1823) und begann dann das Wirtschaftswissenschaftsstudium an der Kaiserlichen Universität Dorpat, das er 1825 mit der Silbernen Preismedaille abschloss. 1828 nach der Aspirantur wurde er zum Kandidaten der Wirtschaftswissenschaft promoviert.
1829 trat Hagemeister in den Staatsdienst und arbeitete im 3. Departement der Senatsverwaltung in St. Petersburg. 1830 kam er in die II. Abteilung der Kaiserlichen Kanzlei für die Kodifikation der Gesetze. 1832 erhielt er den Demidow-Preis für seine Untersuchung der Finanzen des alten Russlands bis 1462 (erschienen 1833). 1833 kam er zum Stadthauptmann von Odessa. 1834 wurde er Beamter für besondere Aufträge auf dem Gebiet des Handels und der Gewerbe beim Generalgouverneur von Neurussland. Er setzte sich ständig für den Freihandel ein. 1836 bereiste er Kleinasien zum Studium des dortigen Handels.
1837 wechselte Hagemeister ins Finanzministerium und leitete das Journal für Manufakturen. 1839 bereitete er die russische Gewerbeausstellung in St. Petersburg vor und ging dann als Manufakturagent des Finanzministeriums nach Berlin. 1844 wurde er in die Handelsabteilung der Verwaltung des Statthalters von Kaukasien versetzt, bereiste große Teile des Landes und wurde Wirklicher Staatsrat (4. Rangklasse). 1848 wurde er Mitglied des Rats des Domänenministeriums in Tiflis.
1852 kehrte Hagemeister nach St. Petersburg zurück. Er verfasste eine Steuertheorie zur Anwendung auf die Staatswirtschaft und führte für das Sibirien-Komitee statistische Untersuchungen der Wirtschaft, Geographie und Gesellschaft Sibiriens durch. Auch war er an den Arbeiten anderer Komitees beteiligt. Insbesondere war er an der Prüfung der Reformprojekte der Livländischen Ritterschaft für die Bauern beteiligt, zumal er lebhaften Anteil an der Bauernbefreiung nahm. Hagemeister wurde Korrespondierendes Mitglied der Gesellschaft für Geschichte und Altertumskunde in Riga (1851) und Mitglied der Akademie der Wissenschaften in St. Petersburg (1855). Mit anderen entwickelte er das Konzept der Staatsbanken in Russland und wirkte an deren Gründung mit. 1858 wurde er Direktor der Kreditkanzlei des Finanzministeriums (unter dem neuen Finanzminister Alexander Maximowitsch Knjaschewitsch) und Geheimer Rat (3. Rangklasse).
1860 wurde Hagemeister Staatssekretär. 1861 erhielt eine Goldmedaille für die Erstellung von Dokumenten für die Bauernreform 1861. 1862 wurde er Senator sowie Mitglied des IV. Departements des Senats, dessen Sitzungen er ab 1876 leitete. Er verfasste eine Reihe von Arbeiten über die Geschichte der Entwicklung der russischen Wirtschaft.